# Дубровська сільська рада (Шарлицький район)
Дубро́вська сільська рада (рос. Дубровский сельский совет) — сільське поселення у складі Шарлицького району Оренбурзької області Росії.
Адміністративний центр — село Дубровка.

## Населення
Населення — 349 осіб (2019; 346 в 2010, 264 у 2002).

## Склад
До складу сільської ради входять:
| Населений пункт | Населення, осіб (2002) | Населення, осіб (2010) |
| --------------- | ---------------------- | ---------------------- |
| Дубровка, село  | 238                    | 290                    |
| Луна, селище    | 26                     | 56                     |